# 洪都拉斯愛國聯盟
洪都拉斯愛國聯盟（西班牙語：Alianza Patriótica Hondureña，缩写为ALIANZA）是洪都拉斯的一個政黨。该党成立於2012年3月25日。該黨曾在2013年派出羅密歐·巴格斯·貝拉斯克斯（西班牙語：Romeo Vásquez Velásquez）參選該年的洪都拉斯議會選舉。